# دانشکده پلیس (پویانمایی)
دانشکده پلیس (انگلیسی: Police Academy) یک مجموعه پویانمایی تلویزیونی آمریکایی است که در ۲ فصل و ۶۵ قسمت در سال‌های ۱۹۸۹–۱۹۸۸ پخش شد.
این کارتون بر پایه مجموعه فیلم‌های «دانشکده پلیس» ساخته شده و از لحاظ زمان‌بندی وقوع، مابین دانشکده پلیس ۴ و دانشکده پلیس ۵ قرار می‌گیرد.

## صداپیشگان
- ران رابین در نقش «کری ماهونی»
- دَن هنسی در نقش «یوجین تکل‌بری»
- هاوارد موریس در نقش «پروفسور»
- گِرگ مورتون در نقش «لارول جونز»
- لن کارلوس در نقش «گروهبان هریس»
- دان فرانکس در نقش «تامس کانکلین»
- دنیس پیجن در نقش «دبی کالاهان»
- تد دیلان در نقش «فرمانده لاسارد»
- رکس هِـیگِن در نقش «ماوزر»
- نوآم زیلبرمن در نقش «بابی» و «بیل»
- سوزت مایرز در نقش «انکر»
- فرانک ولکر
- آنتونی کُریا
- آر. نلسون برآون
- چاراز دابلیو. گری
- گری کرافورد
- گرگ سوانسون
- الیزابت هانا
- کاترین گلنت